# 亞歷山大·伊凡諾維奇·列加爾頓
亞歷山大·伊凡諾維奇·列加爾頓(俄語：Александр Иванович Нейдгардт；1784年10月25日—1845年8月27日，俄羅斯帝國軍事人士。